# Tellina radiata
Tellina radiata är en musselart som beskrevs av Carl von Linné 1758. Tellina radiata ingår i släktet Tellina och familjen Tellinidae. Inga underarter finns listade i Catalogue of Life.